# Satoshi Hase
Œuvres principales
- Beatless (en) (2012-2018)

Satoshi Hase (長谷敏司, Hase Satoshi), né le 18 mars 1974 à Osaka, est un écrivain japonais de science-fiction, ainsi que scénariste de manga et d’anime. Diplômé de l'université du Kansai, il est membre de la société d’intelligence artificielle du Japon et travaille à mi-temps dans un laboratoire dédié à la relation entre intelligence artificielle et langage naturel. 
Avec son recueil de nouvelles, My Humanity, il a obtenu le Grand prix Nihon SF de 2015. Sa série Beatless (en), illustrée par Redjuice, a été adaptée en un anime de 24 épisodes (2018),. Son roman Protocol of Humanity obtient le Grand prix Nihon SF et le prix Seiun en 2023.

## Biographie
Après l’université, Hase Satoshi travaille pour une entreprise, mais démissionne rapidement et gagne sa vie comme enseignant. Il tombe gravement malade quand il a vingt-cinq ans et décide d’essayer de devenir écrivain. Il gagne en 2001 le prix Sneaker (ja) organisé par Kodansha Publishing Co.
Stylistiquement apparenté à la hard science-fiction, il publie cependant en 2011 le roman de Enkan shōjo, classé parmi les cinq meilleurs roman de YA en 2012 au Japon. En 2015 son roman My Humanity gagne le grand prix Nihon SF.

## Œuvres

### Romans
- Cette histoire est pour toi, Atelier Akatombo, 2019 ((ja) Anata to tame no monogatari, Hayakawa Publishing Corporation, 2009), trad. Dominique Sylvain, Nathan Naïb et Frank Sylvain  (ISBN 978-2-37927-016-1)
- (ja) BEATLESS, Kadokawa Publishing Corporation, 2012
- (ja) Enkan shōjo, Kadokawa Publishing Corporation, 2005
- (ja) My Humanity, Hayakawa Publishing Corporation, 2014Grand prix Nihon SF 2015

### Nouvelles
- (ja) Babel, 2014Publiée dans l’anthologie Nova+, Kawade bunko
- (ja) Fueru inu, 2016Publiée dans l’anthologie Visions, Kodansha Ltd.
- (ja) Shigoto ga itsumade tattemo owaranai ken, 2016Publiée dans l’anthologie AI to jinrui ga kyôzon dekiru ka ?, Kadokawa Publishing Corporation

## Filmographie
- 2018 : Beatless (24 épisodes)

## Récompenses
| Année | Publication                 | Prix                | Résultat    |
| ----- | --------------------------- | ------------------- | ----------- |
| 2001  | Arkadia (アルカディア)      | Prix Sneaker        | Lauréat     |
| 2009  | Cette histoire est pour toi | Grand prix Nihon SF | Sélectionné |
| 2010  | Cette histoire est pour toi | Prix Seiun          | Sélectionné |
| 2011  | allo, toi, toi              | Grand prix Nihon SF | Sélectionné |
| 2013  | Beatless                    | Grand prix Nihon SF | Sélectionné |
| 2013  | Beatless                    | Prix Seiun          | Sélectionné |
| 2015  | My humanity                 | Grand prix Nihon SF | Lauréat     |
| 2023  | Protocol of Humanity        | Prix Seiun          | Lauréat     |
| 2024  | Protocol of Humanity        | Grand prix Nihon SF | Lauréat     |